# آلبرتو ویالتا
آلبرتو ویالتا (اسپانیایی: Alberto Villalta‎; ۱۹ نوامبر ۱۹۴۷ – ۴ مارس ۲۰۱۷) بازیکن فوتبال اهل السالوادور بود.
از باشگاه‌هایی که در آن بازی کرده‌است می‌توان به باشگاه فوتبال فاس و باشگاه فوتبال آلیانسا اشاره کرد.
وی همچنین در تیم ملی فوتبال السالوادور بازی کرده‌است.